# Ceger
Ceger is een plaats (wijk) - (kelurahan) in het bestuurlijke gebied Cipayung, Jakarta Timur (Oost-Jakarta) in de provincie Jakarta, Indonesië. De plaats telt 20.247 inwoners (volkstelling 2010).